# Filialkirche Traiskirchen

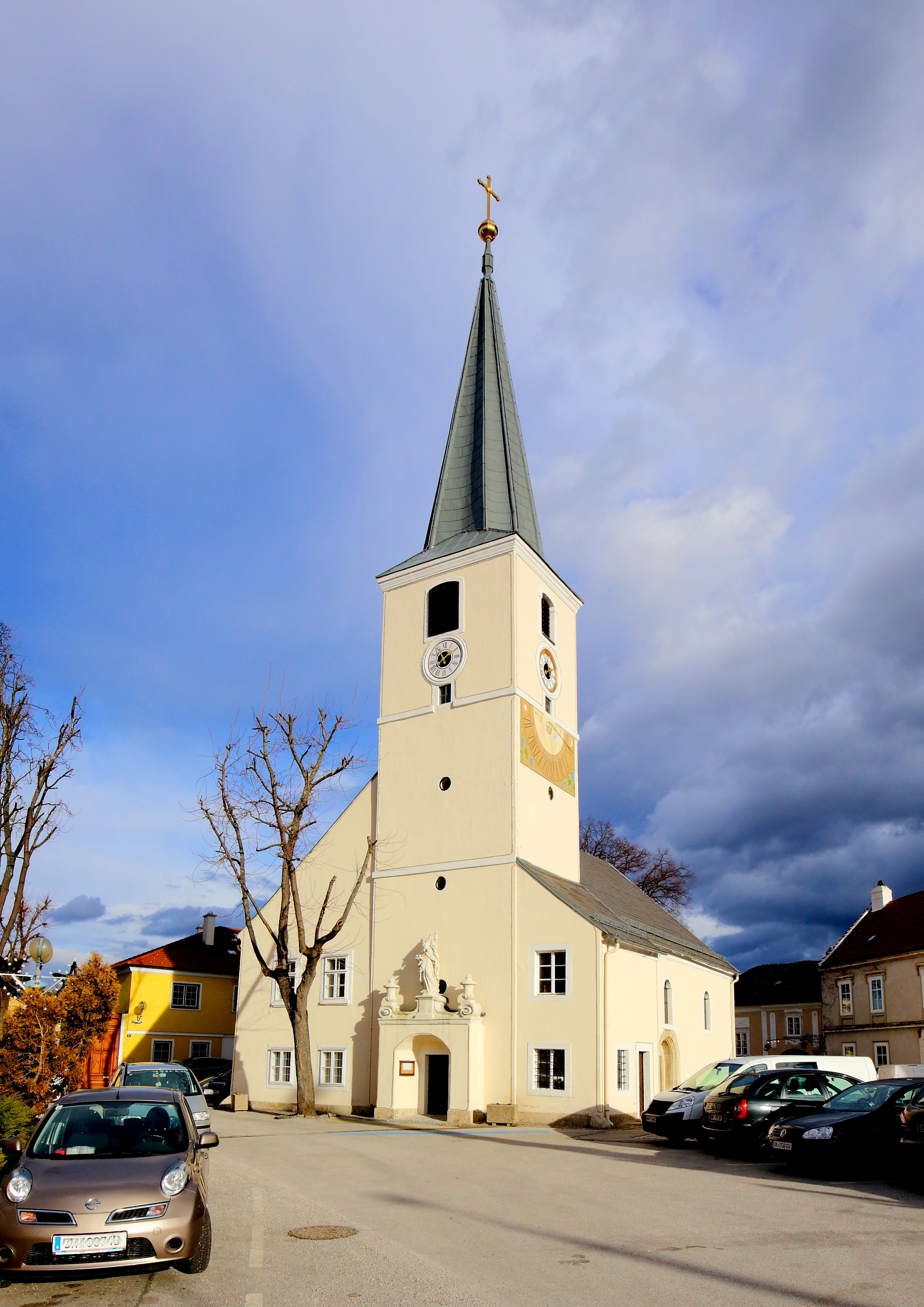
Katholische Filialkirche hl. Nikolaus im Hauptplatz von Traiskirchen

Die Filialkirche Traiskirchen steht frei im Hauptplatz der Stadtgemeinde Traiskirchen im Bezirk Baden in Niederösterreich. Die dem Patrozinium hl. Nikolaus von Myra unterstellte römisch-katholische Filialkirche gehört zum Dekanat Baden in der Erzdiözese Wien. Die Kirche steht unter Denkmalschutz (Listeneintrag).

## Geschichte
Die romanische Kirche wurde 1400/1409 urkundlich genannt. Im Türkenkrieg 1683 wurde die Kirche beschädigt. Die Kirche übernahm beim Umbau der Pfarrkirche Traiskirchen bis 1774 deren Funktion. Danach war die Kirche bis 1852 ein Benefiziat der Marktgemeinde. 1859 war ein Brand. Die Kirche wurde 1967/1968 restauriert.

## Architektur
Der schlichte, im Kern romanische Kirchenbau unter einem Satteldach mit einem eingezogenen halbrund geschlossenen romanischen Chor hat einen vorgestellten Westturm, nordseitig am Langhaus ist das Benefiziatenhaus angebaut. Südseitig zeigt das Langhaus barock aufgegiebelte Rundbogenfenster und ein romanisches Rundbogenportal, nordseitig zeigt der Wohntrakt unregelmäßig verteilte Rechteckfenster und zwei Rechteckportale mit Oberlichtern, ein kleines Fenster im Erdgeschoß ist spätgotisch. Der halbrund schließende Chor hat ein wulstartiges Gesims und seitlich barock aufgegiebelte Rundbogenfenster und im Osten ein romanisches Rundbogenfenster. Der Westturm ist in drei ungleiche Geschoße gegliedert, er hat segmentbogige und rechteckige Schallfenster, er trägt einen steilen Pyramidenhelm aus 1859. Das Westportal hat eine Portikus mit vasenbekröntem Volutenaufsatz mit der zentralen Statue des hl. Nikolaus aus der ersten Hälfte des 18. Jahrhunderts.